# Vlad Nemeș
Vlad Nemeș este un actor român.

## Biografie
S-a născut pe 18 februarie 1979 în Baia Mare, România. A absolvit Facultatea de Teatru a Universității Babeș-Bolyai din Cluj-Napoca în 2002.

## Filmografie
- Mircea[1] (1989) - Vlad Țepeș, tânăr
- Coroana de foc[2] (1990) - prințul la 10 ani